# Regno di Sedang
Il regno di Sedang fu uno stato dell'Asia sud-orientale, esistito alla fine del XIX secolo.

## Storia

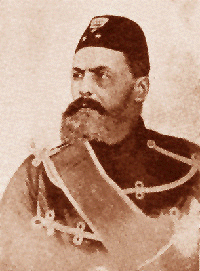
Marie I, re di Sedang

Il regno venne fondato dall'avventuriero francese Marie-Charles David de Mayrena, che era giunto nell'area dell'attuale Vietnam centrale con un piccolo esercito di mercenari e l'appoggio non ufficiale del governatore della Cocincina francese Charles Le Myre de Vilers, poiché nell'area erano arrivati dei missionari tedeschi.
Con le sue armi superiori e le sue doti diplomatiche, con la promessa di proteggerli dall'espansione francese, riuscì a riunire le tribù dei Sedang, Bahnar e Rengao in una confederazione e dato che non ricadevano sotto il controllo dell'Annam, il 3 giugno 1888 si fece proclamare sovrano con il nome di "Marie I", sposando anche la figlia di un capotribù locale.
Venne redatta una prima costituzione, vennero proibiti i sacrifici umani e fu dichiarata la libertà religiosa.
Nel settembre seguente Mayrena ritornò in Annam, ove fece diffondere presso i media la nascita del regno e cercò di intavolare una trattativa con dei funzionari francesi per la vendita del regno in cambio dei diritti sulle concessioni minerarie nell'area: al rifiuto di intavolare ogni trattativa affermò che avrebbe allora contattato il governo tedesco. 
Si recò poi ad Hong Kong per poi tornare in patria, a Parigi, con l'intenzione di aprirvi senza successo un'ambasciata. Inoltre finanziò il suo soggiorno con l'emissione di francobolli del neonato regno. Dopo essere passato in Belgio, ove nomina un agente per la vendita esclusiva dei francobolli e trova un finanziatore che lo aiutò a ripartire per il suo regno da Marsiglia, Mayrena cercò di tornare in Indocina ma a Singapore venne fermato dagli inglesi ed il console francese gli disse che l'accesso al suo regno gli era interdetto. Il regno verrà occupato dalle truppe coloniali francesi nel marzo 1890 ed annesso all'Indocina francese, mentre il suo re morì misteriosamente nel novembre dello stesso anno nell'isola di Tioman.
Il regno è ricordato soprattutto per le due serie di francobolli: mentre quelli stampati a Shanghai nel 1888 (contrassegnati con "Deh Sedang") sono molto rari e ricercati dai collezionisti benché di scarsa qualità, quelli dell'anno successivo, ma ristampati anche successivamente per coprire i debiti lasciati da Mayrena, fatti a Parigi sono molto comuni e di scarso valore.